# Bartłomiej Groicki
Bartłomiej Groicki (ur. 1519 lub 1534 r. w Rzeszowie; zm. w 1605 r. w Krakowie) – mieszczanin krakowski, znawca praw stosowanych w państwie polskim (Speculo Saxonum, Iure Municipali, Statutu Koronnego) i za granicą (Constitutio Criminalis Carolina) oraz propagator i tłumacz tych praw z łaciny na język polski.

## Życiorys
Prawdopodobnie absolwent Akademii Krakowskiej – był w dobrych stosunkach z Decjuszem. Około 1550 roku był nauczycielem dzieci rajcy krakowskiego Erazma Bancka. W latach 1567–1573 pełnił funkcję pisarza w królewskiej komorze celnej Krakowa. Przed 1567 i od 1573 r. był pisarzem w Sądzie Wyższym Prawa Niemieckiego w Krakowie. Okresowo pełnił też funkcję podwójta.
W wolnych chwilach przekładał poezję, a być może pisał również własne wiersze. W 1559 r. wydał kancjonał Pieśni duchowne człowieka, gdzie oprócz własnych przekładów zamieścił utwory M. Reja oraz A. Trzecieskiego. Wiele pochodzących z tego kancjonału utworów, wykorzystano w późniejszym czasie w różnych protestanckich śpiewnikach. Sam kancjonał zaginął.

## Dzieła prawnicze
- Artykuły prawa majdeburskiego, które zowią Speculum Saxonum – pierwsza książka prawnicza drukowana w języku polskim, wydana w 1558 r. w oficynie Łazarza Andrysowicza. Polskie wydanie prawa magdeburskiego oparto na łacińskich wersjach Zwierciadła saskiego (Speculum Saxonum) oraz Weichbildu (Ius Municipale), do których to w poszczególnych artykułach dodano odnośniki. Groicki przetłumaczył, a właściwie przedstawił sens najważniejszych artykułów, wciąż aktualnych i wciąż będących w użyciu. Artykuły wycofane zastąpił tłumaczeniami obowiązującego w tym względzie, nadrzędnego prawa polskiego ze Statutu Koronnego (np. w kwestiach kar za uszkodzenia ciała i zabójstwa). Ponieważ, jak uważał, prawo magdeburskie niewystarczająco traktowało kwestię pożarów więc oprócz jego przepisów dotyczących karania za celowe wzniecenie pożaru, Groicki przedstawia prawo polskie określające powinności mieszkańców w kwestii ochrony przeciwpożarowej (kto czym się zajmuje, gdzie powinien być rezerwowy sprzęt gaśniczy, sposób powiadamiania i wiele innych spraw) co jest o tyle istotne, że sprawy pożarowe były rozpatrywane według prawa polskiego[2].
- Ustawa płacej u sądów w prawie majdeburskim – wydana w oficynie Unglera taryfa opłat za czynności sądowe przygotowana przez Sąd Sześciu Miast i w 1547 r. zatwierdzona przez Zygmunta Starego. Ustawa płacej ... zawierała ponadto pierwszą w polskim języku rotę przysięgi prokuratorskiej[3].
- Porządek sądów i spraw miejskich prawa majdeburskiego w Koronie Polskiej książka wydana w 1559 r. w wydawnictwie Andrysowicza, zyskała wielką popularność i poczytność gdyż zawierała zestawienie przepisów postępowania sądowego. Porządek... składa się z 4 części:

1. traktuje o wszystkich uczestnikach sprawy, warunkach zostania sędzią, pisarzem, podaje też roty przysiąg uczestników sprawy
2. omawia różne typy sądów: burgrabski, sołtysi, wyłożony, potoczny, gościnny, gorący oraz za mężobójstwo
3. wyjaśnia zawiłości postępowania sądowego, różne praktyki założenia sprawy, zagajenia, zakończenia, odwołania, opłaty, sposoby egzekucji kar i zabezpieczenia (rękojmi)
4. jest o karaniu złoczyńców i złodziejów, cudzołożników oraz o stosowanych torturach[4].

- Postępek sądów około karania na gardle tłumaczenie wydane w 1559 r. na podstawie wydanego w 1532 r. Constitutio Criminalis Carolina, prawa zatwierdzonego przez cesarza Karola V i obowiązującego na terenie Rzeszy. Groicki jako specjalista prawo to przetłumaczył i dostosował do warunków i przyzwyczajeń polskich. W odróżnieniu od niemieckiego oryginału, Groicki wyraźnie odradza pochopne stosowanie tortur podając 8 punktów, które należy brać pod uwagę jako przeciwwskazanie. Między innymi pisał : Bo wiele razów przygadza się, że drugi niecierpliwy, ze strachu męki, a bólu, powie to, czego nigdy nie uczynił, i przyzna się ku temu, czego nie winien: i wiele tym obyczajem niewinnych potracono. Podobne ostrzeżenia przeszło 100 lat później kierował do sędziów Kazimierz Florian Czartoryski.

W 1567 r. w jednym tomie ukazały się: Postępek sądów..., Artykuły prawa... oraz Porządek sądów.... jako Tytuły prawa majdeburskiego. Do tego wydania, za namową Decjusza, Groicki dołączył Rejestr do Porządku i do Artykułów prawa majdeburskiego i cesarskiego. W Rejestrze ... zamieścił indeks wyrazów używanych w praktyce sądowej (z numerami stron dla łatwego znalezienia) oraz rejestr specjalistycznych wyrażeń prawniczych, występujących w prawach bez żadnego objaśnienia. Można więc w rejestrze dowiedzieć się jak rozumieć takie pojęcia jak: burgrabska wina, Crimen laesse majestatis, Famosi libelli, hipoteka a oprócz tego znajdują się tam pewne dodatkowe informacje rozszerzające pierwotną treść o nowe przypadki prawne.
- Obrona sierot i wdów – książkę w 1605 r. wydali dwaj starsi synowie Groickiego Gabriel i Jan, jak piszą we wstępie, nastąpiło to już po śmierci ojca. Ponieważ w styczniu 1605 r. autor jeszcze książkę pisał (wynika z treści), stąd należy przyjmować, że Bartłomiej Groicki jednak zmarł w 1605 r. Obrona sierot i wdów w głównej mierze opiera się na pracy "Patrocinium Pupillorum Minorum et Prodigorum" (1564) Damhoudera (Groicki korzystał z niej także przy pisaniu Porządku sądów ...) oraz włoskiego Borgninusa Cavalcanusa (Cavalcanti). Autor w miejsce tematów niemających zastosowania w Polsce w większości wstawiał odpowiednie przepisy z prawa niemieckiego lub polskiego ziemskiego. Korzystał też z pracy miejscowego prawnika sądu krakowskiego Jana Cerasinusa Kirsteina (1507-1561) Enchiridion aliquot locorum communium iuris magdeburgensis (1556) oraz Jana Herburta Statuta i przywileje koronne (1570). Obrona sierot i wdów podaje prawa i praktyczne metody postępowania w przypadku przejmowania przez żonę majątku zapisanego testamentem, opieki dorosłych nad majątkiem osieroconych osób niepełnosprawnych i nieletnich, oddawania majątku w przypadku uzyskania dorosłości i wiele innych przypadków.

Obrona ... składa się z ośmiu ksiąg dzielących się na rozdziały. Przed każdym rozdziałem jest numerowany spis jego treści. Numery ze spisu odpowiadają numerom wypisanym na marginesie stron następnych i umieszczone są na wysokości akapitu zaczynającego kolejną kwestię prawną. Na końcu Obrony ... znajduje się regestr, czyli indeks ułożony alfabetycznie tematami ze stroną i odpowiednim numerem z marginesu, umożliwiający szybkie znalezienie tematu. Było to wielce kunsztowne i wygodne w użyciu wydanie, jednak z niewiadomych powodów nie znalazło uznania u czytelników i pozostało jedynym aż do 1958 r.
Wewnątrz znajduje się jeszcze jeden dodatek:
- Dwa tytuły z swemi prawami, o sierotach pierwszy, a drugi o wdowach, potrzebniejsze ze statutów, praw i konstytucyj koronnych, łacińskich i polskich, zebrane i do praw miejskich o tychże sierotach i wdowach przydane.

Jest to wyciąg z prawa ziemskiego. Umieszczenie go autor uzasadnia tym że wielu szlachciców bierze za żony mieszczanki, znające jedynie prawo miejskie. Zostając wdowami, nie bardzo potrafią się one znaleźć w przepisach dotyczących szlachty i prawidłowo zabezpieczyć siebie i dzieci.
Obrona sierot i wdów została dedykowana Zygmuntowi III,  nieprzypadkiem. Jak wynika z obu wstępów, pisanych do wydania przez autora i jego synów, Groicki na odchodnym z Komory Celnej Krakowa dostał od króla Zygmunta III, w wyniku rekomendacji podskarbiego koronnego Jana Dulskiego, oraz Pan Jacynkta Młodziejowskiego z Młodziejowic – podskarbiego nadwornego, dożywotni zapis dziesięciu grzywien, wypłacanych co kwartał. Ponieważ na żywności rodzinie Groickich nie zbywało a brać za darmo pieniędzy nie chcieli więc Bartłomiej Groicki postanowił napisać kolejną książkę. ... polskim językiem, ku pożytku Polakom, co się łacińskim nie bawią, ile mi Pan Bóg z daru swojego świętego użyczyć raczył, com rozumiał być potrzebnego ojczyźnie swojej miłej, podał.
Pozostałe prace Groickiego wielokrotnie wznawiano a jeszcze w połowie XVIII w. były podstawą kodyfikacji praw dla Ukrainy, zarządzonej przez Piotra II. Mimo że formalnie nie były oficjalnymi kodeksami prawa tak były traktowane i na podstawie ich treści w wielu miejscach wydawano wyroki nawet jeszcze w XVIII w.
Podobnie jak Jan Ostroróg, również Groicki postulował, aby zamiast określenia "prawo niemieckie", używać w Polsce określenia "prawo cywilne", a to dlatego że prawo to jest powszechnie stosowane, a ponadto jest znacznie przerobione i dostosowane do zwyczajów polskich. Jak deklaruje Groicki we wstępie do Artykułów prawa..., tłumaczeń dokonał, aby prawo mogło być realizowane także w małych miasteczkach, gdzie o znajomość łaciny trudno, a odpowiedzialni za pilnowanie porządku (także panowie w swoich dobrach) mogli sądzić zgodnie z prawem, a to oznacza sprawiedliwie.
Groicki stale domagał się i czynił wszystko, aby prawo w Polsce było powszechnie dostępne, a więc pisane w j. polskim. We wstępie do wydania z roku 1567 pisze:
...gdzie praw własnym językiem spisanych nie masz, prokuratorowie nie tak się sprawiedliwości domawiają, jako prawo pokazuje, ale jako wedle głowy swojej czują... a w Postępku...  pisze: Bo jako nie grzech złego stracić, aby nie szkodził dobrym, tak niewinnego wszetecznie stracić wielki grzech jest.
Groicki pisał wyłącznie po polsku a rozpowszechnienie rodzimego języka w wymiarze sprawiedliwości uzasadniał nierozumnym [tzn. niezrozumiałym] językiem do ludu mówić nic inszego jest, jedno próżno słowa na nich puszczać a prawie się błaznem ukazować.